# 櫻井澄夫
櫻井 澄夫（さくらい すみお、桜井澄夫とも書く。1948年 - ）は文化史研究家、地名研究家、毛沢東バッジ研究家、ペイメントシステム、貨幣制度、クレジットカード研究家、海外関連業務コンサルタント。横浜地方史、日中関係史、都市比較論研究家。東京生まれ。神奈川県横浜市在住。慶應義塾大学文学部史学科卒業。
飛鳥田一雄(元横浜市長）、鳴海正泰、松沢常男に続く、横浜地名研究会4代目会長。地名関係の各種講演、地方自治体の研修講師、大学（中国の南京大学地名専修課程や日本の大学）の特別講師を務め、また長く大手銀行系クレジットカード関連企業に勤務して、国内（JCB本社企画部長）、アメリカ、香港（現法代表）、中国（JCBインターナショナル取締役北京事務所長）などに駐在し、この方面での業務企画、営業、海外展開、現地営業、広告宣伝などの専門家として勤務し、国の内外で、クレジットカード・ペイメントカード関連の各種大会や行事、セミナー、社員教育などでの講演、講義などを行っている。豊富なカードやペイメントシステムの実務経験に基礎を置く、世界のペイメントカードの歴史研究と19世紀から現在に至る関連資料の収集、ペイメントカード分野の著作を行う。

## 人物
横浜歴史文庫を主催し、40年以上に渡り世界の多数の地名資料収集する。書籍のみではなく、諸外国の地名関連の資料を多数収集する。特に世界の地名の変遷、命名、改名の理論を研究する。
10数年の中国滞在、40年近い中国経験により、中国人や日本人の企業人、学者・研究者などと交流し、『北京を知るための52章』（明石書店、2017年）など北京についての共著書がある。

### 毛沢東バッジ・「肖像バッジ」の収集
多年の中国駐在中に毛沢東バッジ、文化大革命以前の初期バッジを収集する。
大量の毛沢東バッジが流通した文化大革命時以前にも、多種の毛沢東崇拝に由来する毛バッジが製造されており、それらは中華人民共和国の政府関連機関によって様々な行事参加章、記念章、褒章、勲章などに使用され、物資が不足していた中国で、身につける数少ない金属製品として、共産党の活動や毛沢東の崇拝に活用されたこと、そして、この種のバッジの歴史がそれまでの通説より20年以上さかのぼること、中国の「肖像バッジ」の源流は、ソ連や蔣介石などのバッジにあることなどを、バッジの中国全土のマーケット、収集家、政府機関などの旧幹部など広範のルートからの収集、分類、体系化により明らかにし、毛沢東バッジが中国で持つ社会的な役割を明らかにし、これが文化大革命に突然現れたものではないことをはっきりさせた。
その収集内容の多彩さが中国人の収集家をおどろかせ、文革バッジ一辺倒だった中国人収集家に、バッジは収集だけするものではなく、歴史学に活用すべきものと実例を示し、この方面に眼を開かせたとのことである。
特に文革への関心から始まった中国や欧米のバッジの収集や研究として、例えば2008年に出版された大英博物館の毛沢東バッジの図録、"Chairman Mao BadgesーーSymbols and Slogans of the Cultural Revolution"では、文革以前の毛沢東バッジは一枚も紹介されていないが、櫻井は文革期以前だけで約600種を収集したという。
また、1940年代後半頃の、共産党による山西省の解放区で作成された極めて珍しい鄧小平バッジ、東北の実力者であった高崗のバッジを収集、毛沢東だけでなく、鄧小平まで含めた個人崇拝につながる「肖像バッジ」が中国社会で持っていた役割についても研究を進めている。バッジの現物のみならず、中国各地からの、関係の文献や昔のバッジの金型までをも収集の対象としており、バッジを活用して、中国を歴史学あるいは社会学的に多面的に研究を進めている。
更に、中国のバッジのみならず、朝鮮戦争関係のバッジ、毛沢東バッジの影響により作製された北朝鮮の金日成バッジ、スターリンバッジなどの毛沢東バッジ以外の肖像バッジとその関連資料の収集、研究も行っている。
金日成と毛沢東や中国との関係を表すさまざまなバッジに関する記事を月刊『しにか』に「バッジで見る朝鮮戦争」として寄稿し、この中で、朝鮮戦争中に中国により日本批判（米軍に対する協力や哨戒艇の派遣などが原因であろう。）のバッジが作られていたことの実例を、写真で示した。金日成、金正日バッジの収集のために、中朝国境付近にも赴いているという。

### クレジットカード・ペイメントカードの歴史の研究
クレジットカード・ペイメントカードの歴史の研究を行い、特にアメリカの、1世紀以上にわたり発行されているクレジットカード・ペイメントカード関連資料を収集する。
収集物という現物と文献、実務経験を組み合わせた実証的な研究により、これまでの、経験や、限られた、活字のみを頼りにした記述を孫引きするような書籍やマスコミ報道の誤りを複数回正したとする。
日本の金融関係誌への長期連載（継続中）や、現代の消費者ペイメントシステムについての研究・レポート、中国の経済紙への連載など、外国経験を生かした活動を行い、過去から現代、未来への消費者のペイメントシステム全体の歴史や将来についての貨幣変遷理論をも研究、論文を発表している。例えば、19世紀末に「Credit Card」という言葉を世に広めたといわれる、啓蒙思想家のエドワード・ベラミーの研究も行っており、金融界にベラミーの紹介をしている。
また、生活保護世帯への保護費給付の方法についても、現金ではなくカードを使用して支給すべきとの意見を発表し、アメリカのようなカード先進国において、なぜEBTカードなどのように、多くの分野でペイメントカード化が進んでいるのかを、歴史資料、及び具体的な内容を示して説明し、同時に日本社会のペイメントカード化は、単なる外国からの借り物であってはならず、歴史や習慣にのっとった社会的、制度的な基盤が必要で、かつ、このままではガラパゴス化した日本のような社会では健全なクレジットカード制度の発展や、貸金業を含めた消費者信用業務の普及・進歩は難しいと、これまでの政府機関や政治家、業界関係者に対し、批判的な立場に立って、彼我の「発展過程」をもっとよく学び、新たな業務の日本的な発展や創出に努めるべきと主張している。Bitcoinなど、いわゆる仮想通貨とペイメントシステムについての研究と評論活動も行っている。
2012年に東京で、個人の収集した、150年あまり前からの世界のクレジットカード（ペイメントカード）数百点の特別展示を行った。

### 家族
元東京学芸大学教授で東洋史を専門とした櫻井芳朗は父。戦前、豊島師範（現在の東京学芸大学）、静岡師範（静岡大学）、東京府立第一高女（現：都立白鷗高校）などの校長を務めた櫻井賢三（哲学、教育学）は祖父。『仰げば尊し』『灯台守』などの一連の唱歌の原曲のアメリカでの発見などで知られる櫻井雅人（一橋大学名誉教授、英語学、欧米歌謡論）は実兄。

## 地名に関する考え方
日本のみならず、アメリカ、中国（北京、香港）などでの長い居住経験、欧米、アジア諸国での勤務経験があるため、世界の地名資料を多年にわたって収集し、それによって、地名はどう研究されるべきか、地名はどう保存、活用されるべきかを独自の視点から説く。また、中国の専門雑誌（『中国地名』『地名知識』など）への寄稿を行い、日本の地名研究の状況を紹介している。
地名変更の問題については、特に日本の明治以来の地名改変の歴史について批判的であり、地名は時の行政当局者によって無原則に切り刻まれてきたもので、革命、占領、植民地化、戦争などによらない自国民の手による、これほどの地名変更が行われた国は日本をおいてほかにはないと主張し、無原則に使用される外来語のカタカナ表示への批判とあわせ、日本文化の継承という点から、地名は正名（＝地名を正す）と穏定（＝むやみに変更させない。）が基本であるとし、地名の管理保護の必要性を主張する。
また地名は一部の地名研究家が主張するような、「大地の索引」などといった情緒的なものではなく、地名はそれ自体、実用価値のあるもので、過去の「索引」にとどまらず、過去から現在未来をつなぎ、IT時代になっても地名の活用、保存の継続はなされることが文化のみならず経済効果をも生むことを主張する。また文化的にも古い町並みが残る都市だけでなく、戦災や大火で町並みが失われても、町の歴史や文化、町に住んだ人たちの営みは、「場所」の記憶をつなぐ「地名」という言語の伝達により、地名をもとに継承・復元され、将来の都市の発展につなげることが可能であり、景観が変わっても改称すべきでないと、無形文化財としての地名の存在意義を主張する。
また最近の「地名研究」「地名辞典」や、マスコミ、テレビ番組などの「地名解説」は、依然として民間語源説が主流で、科学的でなく、地名理論が理解されていないところから、学問としての地名研究の科学性の必要を説き、高名な研究者までもが影響されている民間語源説による地名解説を「バスガイド地名学」と呼んでするどく批判している。
食品などの原産地表示問題や、中国や台湾での日本の地名や有名ブランドの商標登録問題に対しても、これが行政や地方自治体、企業、外交関係者などの、これまでの由緒ある地名や、地名を冠する商標保護への無関心に原因があるとして、これまでのような行政、法律、経済などに偏重した対応だけでなく、地名、固有名詞、言語など人文系の研究者が参加した、専門的、総合的な研究の必要性を説く。
そのような視点から、経済優先の、流行を追った、歴史や伝統的な言語に根ざさない平成の市町村合併時に生まれた新市名、とりわけカタカナ（外国語、外来語）、ひらがなの市名に対しては批判的。

## 著作物

### 単著
- 『横浜の町名』（横浜市市民局。初版　1982年）
- 『中国・食と地名の雑学考』（田畑書店。2005年8月　ISBN　4803803188）

### 共著
- 『現代地名考』（NHKブックス。谷川健一編、1979年）
- 『サービス産業年鑑1982年版』（通商産業省編。「クレジットカード業」の部分）
- 『中部：山の伊吹』（ふるさと伝説の旅５）（小学館。1983年）
- 『東アジアにおける公共性の変容』（藤田弘夫編。慶應義塾大学出版会。2010年。ISBN 978-4-7664-1745-6）
- 『電子決済総覧　2006』　（シーメディア。台湾と中国のクレジットカードの部分）
- 『電子決済総覧　2007-2008』（シーメディア。台湾と中国のクレジットカードの部分）

### 共編著
- 『古代地名語源辞典』（楠原佑介、柴田利雄、溝手理太郎との共著。東京堂出版。1981年 ISBN 4490101481)
- 『地名関係文献解題事典』（鏡味明克、楠原佑介との共編。同朋舎。文部省出版助成。1981年 ISBN 4810402118）
- 『地名管理研究文集』（1992年、中国地名研究会、北京。共著。中国語）
- 『JCBカードの半世紀』（2012年、(株）ジェーシービー。共編）
- 『北京を知るための52章』（2017年、明石書店。森田憲司、人見豊との共編。ISBN 978-4-7503-4601-4）
- 『証言　天安門事件を目撃した日本人たち』(2020年　ミネルヴァ書房　ISBN 978-4-623-08992-5)